# From. WJSN
From. WJSN (кор. From. 우주소녀) — третий мини-альбом южнокорейско — китайской гёрл-группы Cosmic Girls. Альбом был выпущен 4 января 2017 года лейблами Starship Entertainment и Yuehua Entertainment и распространён LOEN Entertainment. Чтобы продвинуть альбом, группа появилась на нескольких южнокорейских музыкальных программах, включая Music Bank и Inkigayo. Песня «I Wish» была выпущена в качестве ведущего сингла с китайской версией.

## Релиз
From. WJSN был выпущен 4 января 2017 года в полночь через несколько музыкальных порталов, в том числе Melon в Южной Корее.

## Промоушен
В целях продвижения альбома группа исполнила «I Wish» на нескольких музыкальных программах. Они начали продвигаться на M Countown 5 января, а затем на Music Bank 6 января, Music Core 7 января и Inkigayo 8 января.

## Коммерческий успех
From. WJSN вошел на6 строчке в альбомном чарте Gaon в выпуске чарта от 1-7 января 2017 года. На второй неделе мини-альбом упал до 14-го места. Но на пятой неделе он поднялся до четвертого места, самого высокого с момента дебюта.
Заглавный трек «I Wish», вошел на 49 строчке в цифровом графике Gaon в выпуске чарта от 1-7 января 2017 года, с 41 923 загрузками, проданными в первые четыре дня.

## Трек-лист
| №                   | Название                                   | Текст песни                               | Музыка                                 | Arrangement           | Длительность |
| ------------------- | ------------------------------------------ | ----------------------------------------- | -------------------------------------- | --------------------- | ------------ |
| 1.                  | «I Wish» (너에게 닿기를; neoege dahgileul) | Glory Face Seo Jieum Jinli Long Candy Exy | Glory Face Yang Gaeng Jinli Long Candy | Glory Face Yang Gaeng | 3:38         |
| 2.                  | «Baby Come to Me»                          | SEION Long Candy Exy                      | SEION Long Candy                       | Tenzo & Tasco         | 3:07         |
| 3.                  | «Say Yes» (주세요; juseyo)                 | Yang Gaeng Kim Soojung Exy                | Yang Gaeng                             | Yang Gaeng            | 3:36         |
| 4.                  | «Perfect!» (최애; choeae)                  | Rovin                                     | Rovin Bronze                           | Rovin Bronze          | 3:34         |
| 5.                  | «Hug U» (이리와; iliwa)                    | Brother Su Exy                            | Brother Su                             | Brother Su            | 3:28         |
| 6.                  | «I Wish» (触碰到你) (Chinese Ver.)         | Glory Face Seo Jieum Jinli Long Candy Exy | Glory Face Seo Jieum Jinli Long Candy  | Glory Face Yang Gaeng | 3:38         |
| Общая длительность: | Общая длительность:                        | Общая длительность:                       | Общая длительность:                    | Общая длительность:   | 22:01        |

## Чарты
| Чарты (2017)                   | Пиковые позиции |
| ------------------------------ | --------------- |
| South Korea (Gaon Album Chart) | 4               |